# مصر علیا و سفلی
در دوران باستانی، کشور مصر به دو قلمرو پادشاهی علیا و سفلی بخش می‌شد.
فرعون‌های مصر با عنوان «فرمانروایان مصر علیا و سفلی» معروف بودند.
مصر علیا (بر خلاف آنچه ممکن است به‌طور منطقی حدس زده شود) در جنوب مصر که بلندای بیشتری از شمال دارد قرار گرفته و مصر سفلی در شمال جای دارد.
در نام‌گذاری علیا و سفلی به جهت جریان رود نیل که از جنوب بلند به شمال پست است توجه شده.

## مصر علیا
مصر علیا (به عربی: صعید یا صعید مصر) نام ناحیه‌ای است در بخش شمالی زمین‌های امتداد رود نیل در مصر. این منطقه از جیزه در شمال تا اسوان در جنوب ادامه دارد.
مهم‌ترین شهرهای صعید مصر عبارت‌اند از:
- سوهاج
- اقصر
- منیا
- اسیوط
- قنا
- اسوان
- جیزه
- بنی سویف
- فیوم